# École Massana
L'École Massana (en catalan Escola Massana) est une école publique d'art et de design catalane, fondée en 1929, située dans Le Raval, dans la vieille ville de Barcelone. 

## Présentation
Inaugurée le 14 janvier 1929 en tant qu'institution culturelle, l'école a pour objectif l'enseignement de l'art et de la création, grâce du philanthrope barcelonais Agustí Massana i Pujol. Son premier siège se situe dans l'ancien hôpital de la Sainte-Croix, avant de rejoindre le bâtiment d'urbanisme contemporain de la place de la Gardunya, face au célèbre marché de la Boquería.
Le nouveau siège est l'œuvre de l'architecte catalane Carme Pinós, qui débute la construction de la nouvelle école en 2015, pour accueillir les premiers étudiants pour la rentrée 2017-2018.
L'école propose trois niveaux d'enseignement : baccalauréat artistique, formation supérieure (cycles formatifs de degré supérieur, et diplôme universitaire en arts et création), reconnus par le Département d'Éducation de la Généralité de Catalogne, et cours de spécialisation de l'Université Autonome de Barcelone (UAB).

## Professeurs célèbres
- Josep Llorens i Artigas
- Santiago Marco i Urrútia
- Antoni Ollé

## Étudiants célèbres
- Artur Aldomà Puig
- Jordi Borràs
- Carles Delclaux Is
- Miguel Gallardo
- Assumpció Oristrell
- Pau Riba
- Carme Solé i Vendrell
- Xavier Valls